# ヴィッティスリンゲン

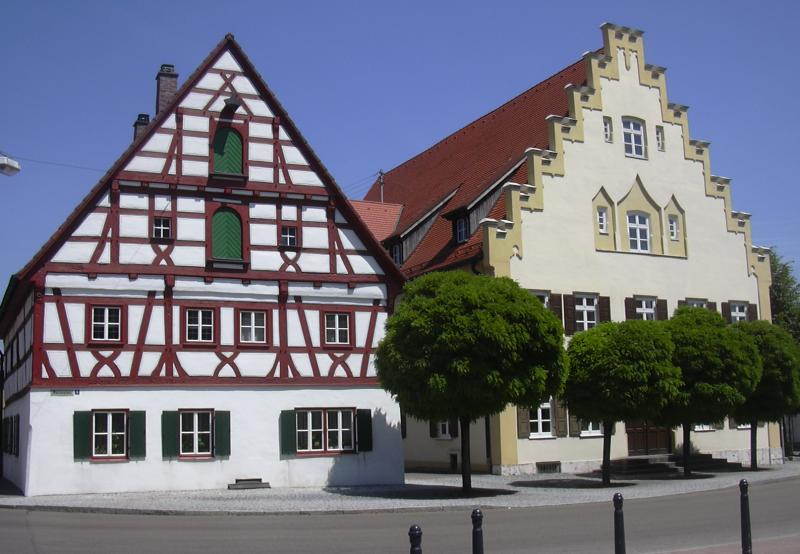
ヴィッティスリンゲンの中心部。向かって右が町役場。

ヴィッティスリンゲン (ドイツ語: Wittislingen) は、ドイツ連邦共和国バイエルン州シュヴァーベン行政管区のディリンゲン・アン・デア・ドナウ郡に属す市場町であり、ヴィッティスリンゲン行政共同体の本部所在地である。

## 地理
この市場町は、エガウタールに位置している。
この自治体は、4つのゲマインデタイル（村落、集落、開墾地などの小地区）からなる。
- ボイテンシュテッターホーフ
- シャブリンゲン
- ヴィッティスリンゲン
- ツェシュリングスヴァイラー

地域再編までツェシュリングスヴァイラーは、一部がヴィッティスリンゲン、一部がシャブリンゲンの町域に含まれていた。バイエルンの公式な地区名（1991年現在）や基本ゲマインデタイル・データには2つの別のゲマインデタイルとして記述されている。一方、バイエルンアトラスでは、ツェシュリングスヴァイラーは1つのゲマインデタイルとして記述されている。

## 歴史

### 出土品
ヴィッティスリンゲンは、シュヴェービシェ・アルプ南端のエガウ川両岸に位置している。この川は、北の渓谷風の谷から来て、ジュラ紀の岩で形成された高台から出る手前で狭い谷を刻んでいる。ジュラ山地の谷の外側には厚さ最大5メートルの淡水石灰層（石灰岩、凝灰岩、砂）が見られる。ここには古くから豊かな集落地があった。出土品は、旧石器時代中期から先史時代や古代文化を経て中世盛期までの歴史を示している。ヴィッティスリンゲンの近くには珪質岩の原石の鉱床があった。メロヴィング朝の墓はこの地域で早くから定住がなされていたことを示している。
ヴィッティスリンゲンは、その出土品によって国際的に知られている。1つは「1881年のヴィッティスリンゲン出土品」であり、もう1つが1951年から調査が行われた淡水あるいは泉の石灰プロファイル（石灰質凝灰岩）である。後者からは、それまで知られていなかった新石器時代の年代（紀元前2500年頃だと推測されていた）が、放射性炭素年代測定法により紀元前4100年頃であることが判明した。ヴィッティスリンゲンはアレマン人を起源とする。出土品の中でも、7世紀のアレマン人の高貴な女性の墓が特に注目に値する。その豪華な副葬品（金属を加工したフィブラも含まれる）はヴィッティスリンゲンの出土品としてミュンヘンのバイエルン州立考古学コレクションに収蔵されている。

### 中世
聖ウルリヒおよびアフラ教会にある聖ウルリヒ（890年-973年、アウクスブルク司教）の墓は、遅くともこの時期にはヴィッティスリンゲンに貴族一門の所領があり、聖ウルリヒもその子孫であったことを示唆している。この仮説を支持する傍証に聖ウルリヒの伝記「Gerhards Vita」がある。ウルリヒ司教は973年に亡くなる直前に2人の甥リヒヴィン伯とフーバルト伯とともに数日間「Uuittegislingua」という村（ヴィッティスリンゲン）に滞在し、その地の教会の増築工事に関与したとされている。この教会の傍らに両親であるフーバルトとブルガの墓があったのだが、その墓が天気の影響にさらされることなく、教会内に移されるべきと考えたのである。
ヴィッティスリンゲンの高権は1261年からバイエルン公領に、1505年からプファルツ＝ノイブルク公領に属した。一方、下級裁判権はアウクスブルク司教領に属しており、下級裁判所が設けられていた。特に1455年から1560年までこの町は分割によって成長した。

### 近現代
1783年になって初めてアウクスブルク司教領が上級裁判権も獲得した。ヴィッティスリンゲンはこの頃アウクスブルク司教領の代官所所在地にもなっていた。1803年の帝国代表者会議主要決議以降はバイエルン王国に属した。1818年、ヴィッティスリンゲンは、バイエルン王国の行政改革によって独立した自治体となった。
この町は1952年から現行の紋章を使用している。この紋章は、重要な古代と、ディリンゲン伯の故地であり所領であったこと、アウクスブルク司教領に属した長い歴史を物語っている。ヴィッティスリンゲンは1955年に市場町に昇格した。

### 町村合併
バイエルン州の地域再編に伴い、1978年5月1日にシャブリンゲンが合併した。

## 住民

### 人口推移
1988年から2018年までの間にこの町の人口は、2321人から2415人に、94人、約 4.1 % 増加した。

## 行政

### 議会
この市場町の町議会は14議席の議員と第1町長で構成される。

### 首長
2020年3月15日の町長選挙でトーマス・ライヒェルツァー (SPD) は、40.4 % の支持票を獲得して第1町長に選出された。

### 紋章
図柄: 赤地に金色の斜め帯。上部に歩く銀色の獅子。下部に大きなヴィッティスリンゲンのビューゲルフィーベル（フィブラの一種）。

## 文化と見どころ

### 建築文化財
- 教区教会聖ウルリヒおよびマルティン教会。この教会は1750年に解体された古いロマネスク様式の教会があった場所に建っている。守護聖人は、聖マルティンから1805年に聖ウルリヒ（ドイツ語版、英語版）に変更された。

### クラブ、団体
- ヴィッティスリンゲン音楽協会
- TSV ヴィッティスリンゲン
- ヴィッティスリンゲン養蜂協会
- ヴィッティスリンゲン・コウノトリ愛好会
- シャブリンゲン文化イベント教会
- ヴィッティスリンゲン消防団 1876
- ヴィッティスリンゲン射撃団 1855 e.V.

## 人物

### 出身者
- ウルリヒ・フォン・アウクスブルク（ドイツ語版、英語版）（890年 - 973年）カトリック聖職者、聖人、アウクスブルク司教（ドイツ語版、英語版）。出身地についてはアウクスブルクの説もある。